# Estonia na letnich igrzyskach olimpijskich
Estonia ogłosiła swoją niepodległość od Imperium Rosyjskiego w 1918 roku, a już w 1920 roku sportowcy z tego kraju pierwszy raz reprezentowali swój niepodległy kraj na letnich igrzyskach olimpijskich, chociaż Estoński Komitet Olimpijski powstał dopiero w 1923 roku.
 Estończycy już wcześniej brali udział w igrzyskach reprezentując, z sukcesami, Rosję. Należeli do nich m.in. medaliści ze Sztokholmu - Martin Klein czy Mart Kuusik.
Pierwszym medalistą olimpijskim reprezentującym Estonię został 21 sierpnia 1920 Jüri Lossmann zajmując 2. miejsce w maratonie, a pierwszym mistrzem olimpijskim 29 sierpnia 1920 roku został Alfred Neuland w podnoszeniu ciężarów w wadze lekkiej. 
Po utracie niepodległości w 1940 roku, Estończycy uczestniczyli na igrzyskach w barwach ZSRR. Po wyzwoleniu w 1991 Estonia powróciła na arenę igrzysk w Barcelonie. Pierwszy złoty medal dla tego kraju po odzyskaniu niepodległości zdobyła kolarka Erika Salumäe - mistrzyni z Seulu, gdzie reprezentowała ZSRR.
Pierwszym multimedalistą olimpijskim stał się w 1924 roku Alfred Neuland, kiedy to podczas igrzysk w Paryżu, do złotego krążka z 1920 roku dołożył drugi, tym razem srebrny.
Podczas igrzysk w 1936 roku, reprezentanci Estonii zdobyli 7 medali, w tym 2 złote, co jest najlepszym wynikiem w historii tego kraju.  Zdecydowanie najgorzej wypadli w 1996 roku, kiedy to 43 osobowa reprezentacja nie przywiozła z Atlanty żadnego krążka. Co prawda Estończycy z zerowym dorobkiem medalowym skończyli rywalizację również w Los Angeles w 1932 roku, jednak wówczas ekipa liczyła zaledwie dwie osoby, co było spowodowane możliwościami finansowymi. Największa reprezentacja liczyła 47 osób i było to podczas igrzysk w Pekinie. 
Najstarszym reprezentantem, a zarazem najstarszym medalistą jest Jüri Jaanson. Zdobywając srebrny medal podczas igrzysk w 2008 miał niespełna 43 lata. Najmłodszą reprezentantką była Jelena Petrova, która miała 15 lat.
Estonię reprezentowało 218 sportowców, w tym 191 mężczyzn i 27 kobiet. Występowali oni w 22 dyscyplinach sportowych w 112 konkurencjach.

## Dorobek medalowy

### Medale według igrzysk
| IO      | złoto | srebro | brąz | Razem |
| ------- | ----- | ------ | ---- | ----- |
| IO 1920 | 1     | 2      | 0    | 3     |
| IO 1924 | 1     | 1      | 4    | 6     |
| IO 1928 | 2     | 1      | 2    | 5     |
| IO 1932 | 0     | 0      | 0    | 0     |
| IO 1936 | 2     | 2      | 3    | 7     |
| IO 1992 | 1     | 0      | 1    | 2     |
| IO 1996 | 0     | 0      | 0    | 0     |
| IO 2000 | 1     | 0      | 2    | 3     |
| IO 2004 | 0     | 1      | 2    | 3     |
| IO 2008 | 1     | 1      | 0    | 2     |
| IO 2012 | 0     | 1      | 1    | 2     |
| IO 2016 | 0     | 0      | 1    | 1     |
| IO 2020 | 1     | 0      | 1    | 2     |
| Razem   | 10    | 9      | 17   | 36    |

### Medale według dyscyplin sportowych
| Dyscyplina sportowa  | złoto | srebro | brąz | Razem |
| -------------------- | ----- | ------ | ---- | ----- |
| Zapasy               | 5     | 2      | 4    | 11    |
| Lekkoatletyka        | 2     | 1      | 3    | 6     |
| Podnoszenie ciężarów | 1     | 3      | 3    | 7     |
| Szermierka           | 1     | 0      | 1    | 2     |
| Kolarstwo            | 1     | 0      | 0    | 1     |
| Wioślarstwo          | 0     | 2      | 1    | 3     |
| Boks                 | 0     | 1      | 0    | 1     |
| Judo                 | 0     | 0      | 3    | 3     |
| Żeglarstwo           | 0     | 0      | 2    | 2     |

## Multimedaliści
| Imię i Nazwisko   | Dyscyplina           | Działalność | Złoto | Srebro | Brąz | Razem |
| ----------------- | -------------------- | ----------- | ----- | ------ | ---- | ----- |
| Kristjan Palusalu | Zapasy               | 1936        | 2     | 0      | 0    | 2     |
| Alfred Neuland    | Podnoszenie ciężarów | 1920–1924   | 1     | 1      | 0    | 2     |
| Voldemar Väli     | Zapasy               | 1924-1936   | 1     | 0      | 1    | 2     |
| Gerd Kanter       | lekkoatletyka        | 2004-2012   | 1     | 0      | 1    | 2     |
| Katrina Lehis     | szermierka           | 2020        | 1     | 0      | 1    | 2     |
| Jüri Jaanson      | Żeglarstwo           | 1992–2008   | 0     | 2      | 0    | 2     |
| August Neo        | Zapasy               | 1936        | 0     | 1      | 1    | 2     |
| Arnold Luhaäär    | Podnoszenie ciężarów | 1928–1936   | 0     | 1      | 1    | 2     |
| Indrek Pertelson  | Judo                 | 1992–2004   | 0     | 0      | 2    | 2     |